# Giovanni Paolo Gallucci

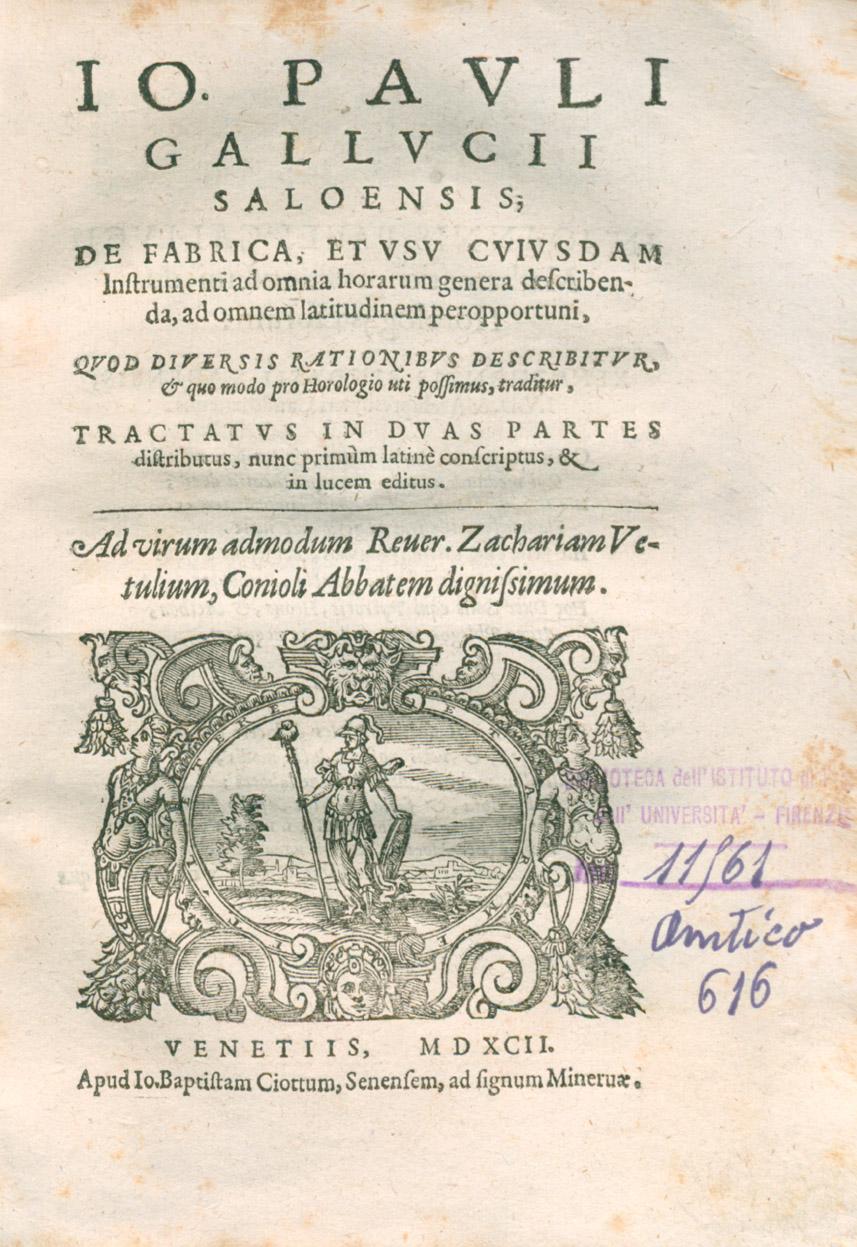
De fabrica et usu cuiusdam instrumenti ad omnia horarum genera describenda, 1592

Giovanni Paolo Gallucci, o Gian-Paolo Gallucci Salodiano (Salò, 1538 – Venezia, 1621), è stato un astronomo, cosmografo e traduttore italiano.

## Biografia
Figlio di Giovan Battista, studiò a Salò, Padova e Venezia. Il 20 maggio 1564 fondò con altri diciannove eruditi suoi conterranei l'Accademia degli Unanimi di Salò, nella quale ebbe il ruolo primario di economo, e il 21 giugno 1593 cofondò la seconda Accademia di Venezia. Insegnante per i giovani nobili, famoso per la sua erudizione e carisma, Gallucci si dedicò all'astronomia e alla cosmografia. Dagli anni Ottanta del Cinquecento, cominciò una attività editoriale caratterizzata da un primario interesse per la diffusione dei materiali per l'apprendimento delle discipline alle quali si era dedicato tutta la vita, anche attraverso la pubblicazioni di traduzioni di opere estere in lingua italiana (come la Margarita philosophica di Gregor Reisch). Filosoficamente, era vicino a Raimondo Lullo e Marsilio Ficino.
Dopo l'imprigionamento di Giordano Bruno nel 1591, però, si concentrò sulla descrizione degli strumenti astronomici e sulla traduzione. Secondo Jean-Baptiste Delambre, Gallucci fu tra i primi a descrivere il compasso proporzionale, nella sua opera Della fabrica & uso di diversi stromenti di Astronomia e Cosmographia. Tradusse, fra gli altri, Federico Crisogono, nel suo Theatrum Mundi et Temporis, durante il trattamento delle teorie sulle maree.

## Opere
- (LA) Oratio, publice habita in ecclesia cathedrali Paduæ, Venezia, Grazioso Percacino, 1580.
- (LA) De vsu tabularum, in quibus disciplinae a viris doctis descriptae, in partesque distribute sunt breuis tractatio, Padova, Paolo Meietti, 1580.
- (LA) De formis Enthymematum… Et de ijs, in quibus veneti pueri erudiendi sunt ... et de usu tabularum ... in partesque distributae sunt breuis tractatio olim Patauij edita, Venezia, Pietro Marinelli, 1586.
- (LA) Theatrum mundi et temporis, Venezia, Giovanni Battista Somasco, 1588.
- (LA) Della fabrica et uso del novo horologio universale, Venezia, Giovanni Battista Ciotti, 1592.
- (LA) Speculum uranicum, Venezia, Damiano Zenaro, 1593.
- (LA) Nova fabricandi horaria mobilia, Venezia, Grazioso Percacino, 1596.
- Della fabrica et uso di diversi stromenti di astronomia et cosmografia, Venezia, Roberto Meietti, 1597.
- (LA) Coelestium corporum et rerum ab ipsis pendentium accurata explicatio per instrumenta, rotulas et figuras, Venezia, Giacomo Antonio Somasco, 1605.
- Discorso intorno al formare uno squadrone di gente e di terreno, in Fucina di Marte, Venezia, Bernardo Giunta, 1641.